# Volejbol'nyj klub Dinamo-Metar
Il Volejbol'nyj klub Dinamo-Metar (in russo "волейбольный клуб Динамо-Метар") è una società pallavolistica femminile russa con sede a Čeljabinsk, che milita nel massimo campionato russo, la Superliga.

## Storia
Il Volejbol'nyj Klub Dinamo-Metar nasce nel 1976, col nome di Politekhnik. Durante la stagione 1979-80, il club si chiamò Tekhnolog, per poi ritornare al nome originale dalla stagione successiva. Nel 1989 la denominazione del club cambiò in ČMS. Ma già nel 1993 cambiò nuovamente in Metar. Durante gli anni novanta il Metar ottenne i migliori risultati della sua storia, vincendo tre volte la Coppa di Russia.
Nel 2003 il club cambia ancora una volta nome in Avtodor-Metar, salvo poi ritornare a chiamarsi Metar nel 2015 e cambiare nuovamente denominazione in Dinamo-Metar nel 2017.

## Rosa 2015-2016
| N° | Nome                | Ruolo | Data di nascita   | Nazionalità sportiva |
| -- | ------------------- | ----- | ----------------- | -------------------- |
| 1  | Elena Samojlova     | C     | 7 agosto 1988     | Russia               |
| 2  | Alesja Pirogovskaja | S     | 10 settembre 1989 | Russia               |
| 3  | Nadežda Efimenko    | S     | 5 agosto 1987     | Russia               |
| 4  | Nadežda Mišina      | C     | 4 febbraio 1991   | Russia               |
| 6  | Anastasija Kalinina | S/O   | 8 dicembre 1995   | Russia               |
| 7  | Jaroslava Sannikova | S     | 27 giugno 1996    | Russia               |
| 8  | Marija Samojlova    | S/O   | 22 dicembre 1989  | Russia               |
| 9  | Ol'ga Škljaeva      | P     | 21 febbraio 1995  | Russia               |
| 12 | Aleksandra Ososkova | P     | 7 giugno 1998     | Russia               |
| 13 | Vera Ginlomëdova    | L     | 31 gennaio 1997   | Russia               |
| 15 | Julianna Kvon       | L     | 14 settembre 1993 | Russia               |
| 16 | Julija Šiškina      | C     | 15 maggio 1995    | Russia               |

## Palmarès
- Coppa di Russia: 3

1993, 1996, 1997

## Denominazioni precedenti
- 1976-1979: Volejbol'nyj Klub Politechnik
- 1979-1980: Volejbol'nyj Klub Technolog
- 1980-1989: Volejbol'nyj Klub Politechnik
- 1989-1993: Volejbol'nyj Klub ČMS
- 1993-2003: Volejbol'nyj Klub Metar
- 2003-2015: Volejbol'nyj Klub Avtodor-Metar
- 2015-2017: Volejbol'nyj Klub Metar